# Sankt Quirinus im Hanencrad

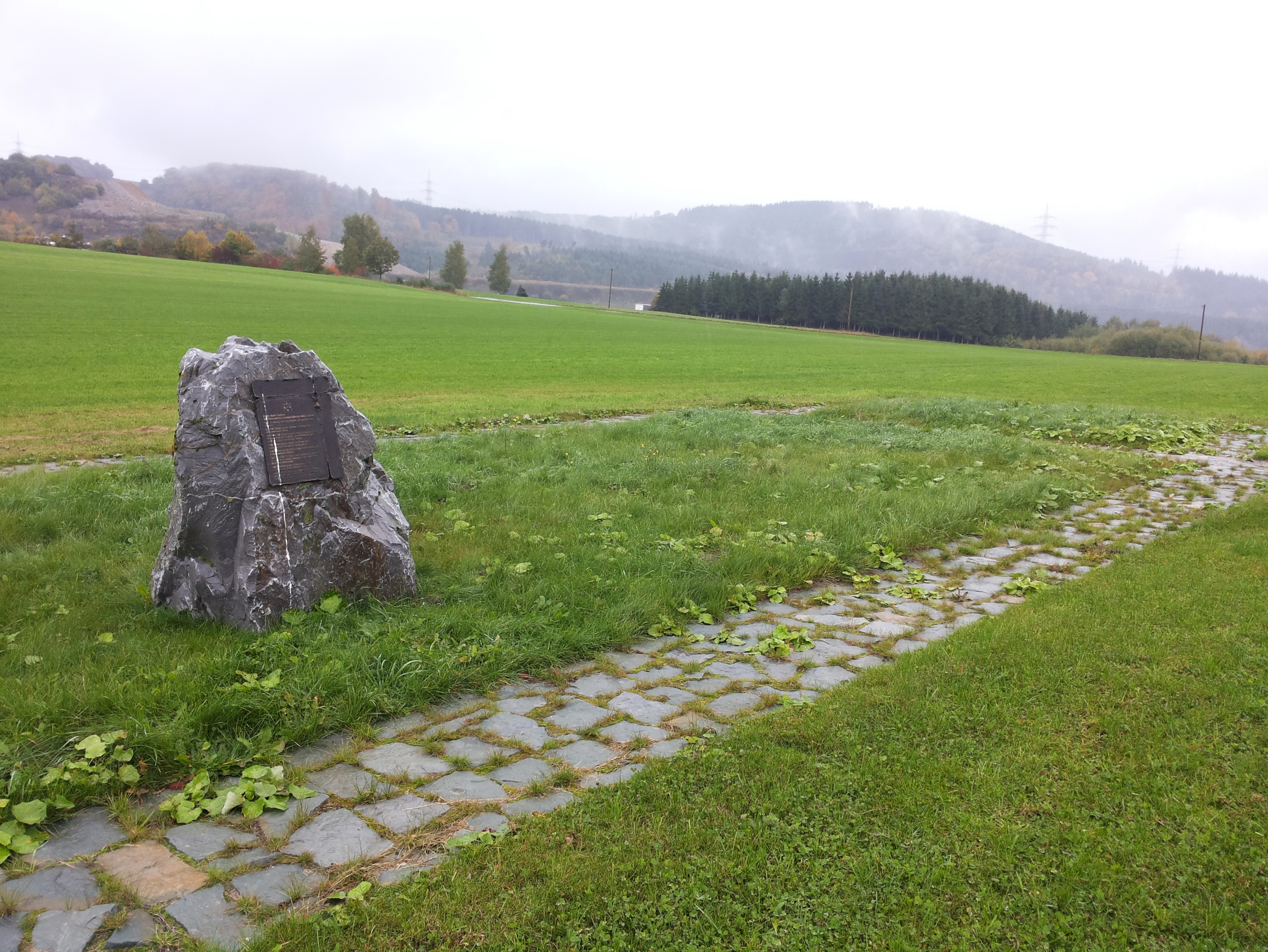
Standort von Sankt Quirinus

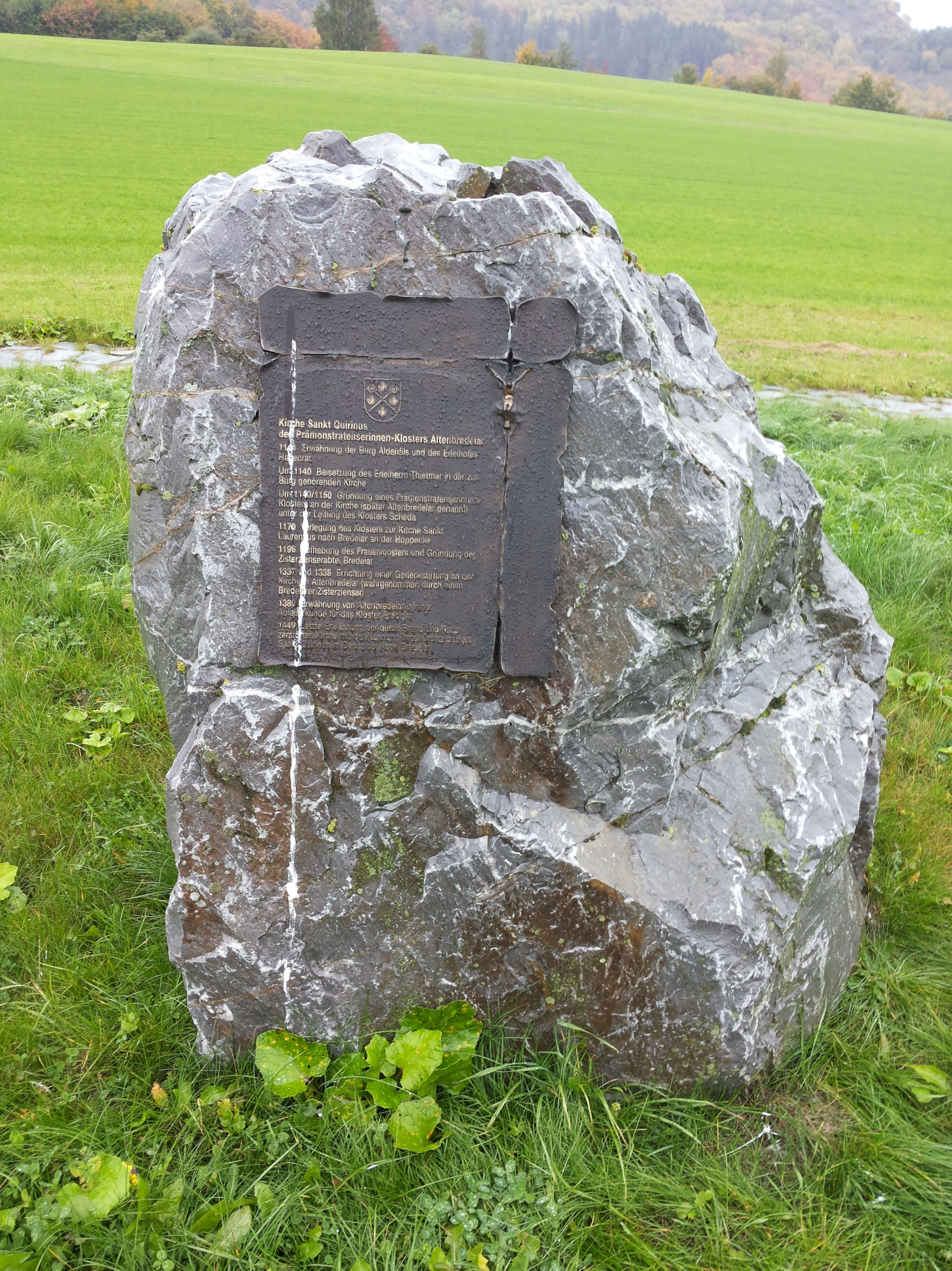
Gedenkstein

Sankt Quirinus im Hanencrad war eine katholische Kirche in Rösenbeck bei Brilon im Sauerland (Nordrhein-Westfalen, Deutschland).

## Geschichte
Um 1120 soll auf Veranlassung des Kölner Erzbischofs Friedrich I. von Schwarzenburg nördlich der Burg Altenfils diese Kirche erbaut worden sein. Die These, Patron sei der römische Tribun und Märtyrer Quirin gewesen, wird von der Archäologin Sonja Herzig zurückgewiesen. Die Kirche war das erste Gotteshaus in der Gemarkung Rösenbeck. Auf Fotos der Luftbildarchäologie konnte die Lage durch Fehlbewuchs auf einem Acker nachgewiesen werden. Die Mauern waren demnach 1,25 Meter dick, das Kirchenschiff war 8 × 17 Meter groß. Das Gebäude lag etwa 1.200 Meter östlich von der heutigen Ortsmitte. Im Kirchenschiff wurde bei Ausgrabungen ein gemauertes Kopfnischengrab gefunden. Der Toten hatte in der rechten Hand eine Silbermünze, die aus den Jahren zwischen ca. 1120 und 1140 stammt. Die 14C-Datierung des Skelettes ergibt einen Sterbezeitraum zwischen 1141 und 1152. Von marodierenden böhmischen Söldnern soll die Kirche bei der Soester Fehde 1449 zerstört worden sein. Die archäologische Untersuchung  weist dagegen darauf hin, dass sie schon Anfang des 13. Jahrhunderts aufgegeben wurde.